# Jonathan Skjöldebrand
Jonas Jonathan Skjöldebrand (Safed, Israel, 2 de agosto de 1983) es un exjugador profesional de baloncesto sueco, con doble nacionalidad israelí. Fue internacional por Suecia.

## Carrera
Nacido en Israel, donde comenzó a jugar a baloncesto de manera profesional en el Ramat Hasharon y posteriormente un par de temporadas en el Galil Elyon. Su padre, Lorentz Skjoldebrand también fue jugador de baloncesto en el país nórdico. En 2006 ya fue fichado por Sodertalje Kings y captado para defender a la selección nacional sueca, pero tras una primera estancia en el país hubo que retrasar su retorno debido a una ley fiscal, para evitar que los impuestos que debía de pagar el club se dispararan lo que provocó que ese verano no pudiese jugar con la selección y a nivel de clubes defendiera temporalmente a Kuovot Kuovola en Finlandia. La Temporada 2007-08 jugó con Sodertalje Kings, siendo su concurso destacado al ser reconocido como uno de los mejores nacionales de la liga, miembro del segundo quinteto de la liga y jugando, esta vez si, con la selección.
Tras completar su temporada estelar en Suecia, recibió la llamada del baloncesto español la siguiente temporada, fichando por el Clínicas Rincón Axarquía de LEB Oro. La temporada siguiente, tras jugar con la selección inició la temporada nuevamente con Sodertalje Kings, pero apenas disputó un encuentro antes de ser llamado por un club español, el Melilla baloncesto que se hizo con su fichaje en el mes de octubre.
En diciembre de 2021, se retira de las pistas con 38 años.

## Trayectoria
- 2002-03 A.S. Ramat HaSharon, BSL
- 2003-05 Hapoel Galil Elyon, BSL
- 2005-06 Hapoel Haifa, BSL
- 2006-07 Södertälje Kings, Ligan
- 2006-07 Kouvot Kouvola, Korisliiga
- 2007-08 Södertälje Kings, Ligan
- 2008-09  Clínicas Rincón Axarquía, LEB Oro
- 2009-10 Södertälje Kings, Ligan
- 2009-10 Melilla Bal., LEB Oro
- 2012-13 Hapoel Tel Aviv B.C.
- 2015-16 Maccabi Ashdod B.C.
- 2016-18 Ironi Nahariya
- 2018-21 Hapoel Eilat
- 2021. Hapoel Tel Aviv B.C.